# Imád Chamís
Imád Muhammad Díb Chamís (arabsky عماد محمد ديب خميس‎; * 1. srpna 1961 Sakba) je syrský politik, který byl v letech 2016 až 2020 předsedou vlády. Předtím byl v letech 2011 až 2016 ministrem energetiky.

## Raný život a vzdělání
Narodil se 1. srpna 1961 v Sakbě u Damašku. V roce 1981 získal titul v oboru elektrotechnika na Damašské univerzitě.

## Kariéra
V letech 1987 až 2005 byl pověřen řízením řady oddělení v rámci Generální organizace pro distribuci a investice.
Po parlamentních volbách v roce 2016 byl 3. července 2016 jmenován předsedou vlády. Prezident Bašár al-Asad jej 11. června 2020 odvolal v souvislosti se zhoršující se hospodářskou krizí a následnými regionálními protesty.

### Sankce
Evropská unie (EU) na něj 24. března 2012 uvalila sankce. Sankce na něj byly uvaleny za jeho podíl na trestání odpůrců režimu elektrickými šoky. Podle EU se podílel na „odpovědnosti za násilné represe režimu proti civilistům“.

### Obvinění z korupce
Podle al-Achbar byl zadržen poté, co byl odvolán z funkce předsedy vlády, a byl vyslýchán kvůli obvinění z korupce. Byl však spatřen krátce poté, když hlasoval během syrských parlamentních voleb v roce 2020.

## Osobní život
Je ženatý a má tři děti.